# Мадригал (литература)
Мадрига́л (фр. madrigal, итал. madrigale) — в классической поэзии небольшое по объёму лирическое стихотворение-комплимент, стихотворение хвалебного содержания.
Первоначально музыкально-поэтический жанр эпохи Возрождения. Giuseppe Gerbino утверждает, что мадригал зародился во Флоренции, а не в Венеции.
В XIV—XVI веках поэтические мадригалы создавались, как правило, для музыкального воплощения. Позднее литературный мадригал не связывался с музыкой и представлял собой жанр салонной и альбомной поэзии.
Образцы мадригалов в русской поэзии представлены произведениями А. П. Сумарокова, И. И. Дмитриева, В. Л. Пушкина, позднее — К. Н. Батюшкова, А. С. Пушкина, М. Ю. Лермонтова.

...Он Ольгу прочил за меня,
Он говорил: дождусь ли дня?..»
И, полный искренней печалью,
Владимир тут же начертал
Ему надгробный мадригал.
— А.С. Пушкин, «Евгений Онегин». Глава 2. XXXVII.
Имена реальных адресатов, как правило, заменялись условно-поэтическими Алина, Лаиса, Селина, Лила и тому подобными. Пример мадригала В. И. Туманского:

Вы все имеете, чем нежный пол гордится
Приятности, красу и свежесть юных лет
Кто знает разум ваш — дивится,
Кто знает сердце — тот своё вам отдает.

Нередко форма мадригала пародийно переосмыслялась и таким жанровым определением обозначалась эпиграмма. Пример такого «мадригала» — «Мадригал полковой даме» Н. С. Гумилёва:

Как гурия в магометанском
Эдеме, в розах и шелку
Так Вы в лейб-гвардии уланском
Её величества полку.

Также мадригалом называют магистральный сонет венка сонетов — архитектонической формы поэмы, состоящей из 15 сонетов.